# Nostalgia (filosofia)
La nostalgia viene indicata da Novalis come lo stato d'animo d'inquietudine che accompagna l'esercizio della filosofia intesa come aspirazione romantica ad uscire dalla finitezza della realtà, che genera un indefinito malessere, per tornare all'infinito, origine e casa comune dell'umanità.

## Etimologia
Il termine "nostalgia", composto di due parole greche, νόστος (nostos, ritorno a casa) e άλγος (algos, dolore) non si ritrova nella lingua greca anche se come sentimento è presente e antico come testimonia l'Odissea dove troviamo lemmi, quali nostos (νόστος) "ritorno a casa", neesthai (νέεσθαι) "partire", nosteō "far ritorno", νοστήσας "tornato", ecc. che fanno riferimento al tema del ritorno dell'eroe sofferente per nostalgia che ha origini arcaiche e che viene espresso in varie radici linguistiche indoeuropee e attestato in diverse culture e mitologie, dalla Grecia all'India, a dimostrazione della sua costituzione ad archetipo. 
La parola "nostalgia" fu coniata nel 1688 da Johannes Hofer, uno studente di medicina di appena diciannove anni, che la usò nella sua tesi di laurea, presentata nell'Università di Basilea, dal titolo Dissertatio medica de nostalgia dove veniva descritta la patologia che colpiva i soldati svizzeri che, lontani per la guerra dai loro paesi, erano colpiti da una forte depressione. 

## Filosofia
Scriveva Martin Heidegger come titolo di un capitolo della sua opera Die Grundbegriffe der Metaphysik Welt - Endlichkeit - Einsamkeit: «La filosofia come tonalità fondamentale del filosofare e le questioni attinenti al mondo, alla finitezza e all'isolamento»  e si chiedeva, chiarendo il suo concetto, quale significato potesse avere l'espressione di un poeta, e per lo più romantico come Novalis, da considerare quindi con cautela  ma di cui non si poteva trascurare l'importanza per una riflessione filosofica:
La nostalgia dunque fonte del filosofare ma intesa non come angoscia dolorosa per qualcosa che sarà ormai scomparsa come segnata dal destino che accomuna ogni cosa nella sua sorte finale, ma come consapevolezza della nostra finitezza agitata da quella inquietudine che ci spinge a liberarci dalle verità definitive e a riprendere il cammino verso un «Tutto e un Essenziale» poiché non è possibile fermarci e sentirsi a casa: 